# 前长川站
前长川站是位于甘肃省皋兰县前长川村的一个铁路车站，邮政编码730205。车站建于1954年，有包兰铁路经过该站，现仅办理货运，不办理客运业务，车站及其上下行区间均为电气化区段。车站距离包头站941公里，隶属兰州铁路局，是四等站。